# ژولیانوس واخمانس
ژولیانوس واخمانس (انگلیسی: Julianus Wagemans; ۴ اوت ۱۸۹۰ – ۲ مهٔ ۱۹۶۵) ژیمناست هنری اهل بلژیک بود.